# Новодевичье кладбище (Санкт-Петербург)
Новодевичье кладбище Санкт-Петербурга – некрополь закрытого типа,  расположенный по адресу Московский проспект, 100 при Воскресенском Новодевичьем монастыре. Захоронения охватывают период с 1850-х годов по настоящее время. Площадь 3,3 гектара.  Свободные места на Новодевичьем кладбище не предоставляются.

## История

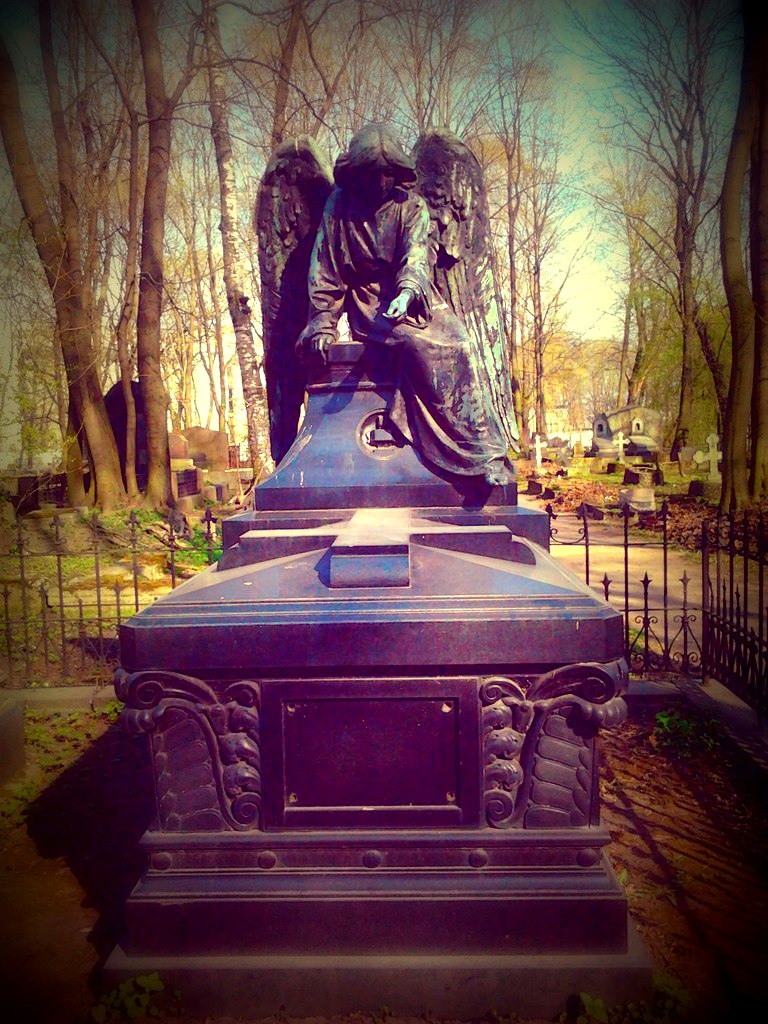
Скульптура ангела на могиле генерала Д. С. Мордвинова

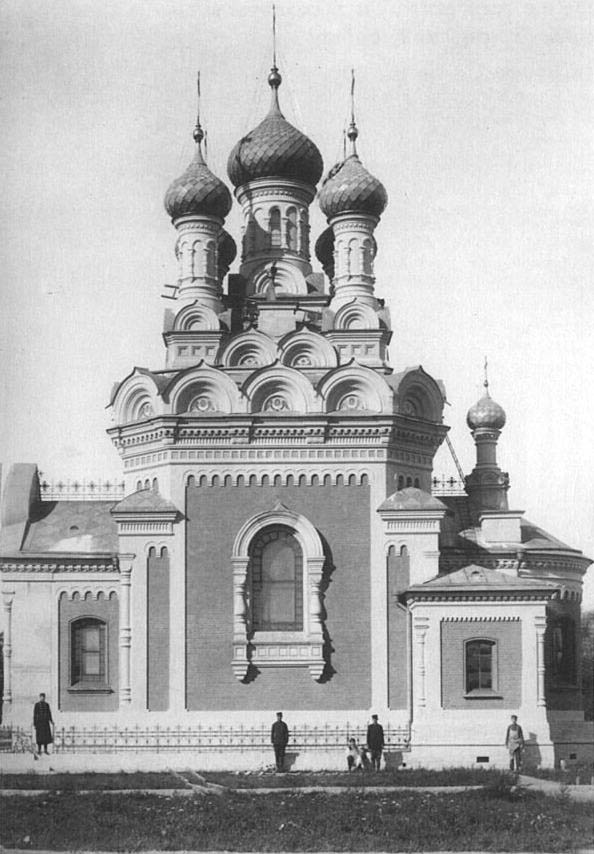
Церковь пророка Илии

Монастырское кладбище для представителей родового дворянства, купечества и военачальников XIX века, здесь было установлено множество богатых и высокохудожественных памятников. Имена многих из погребённых здесь упоминаются не только в отечественной истории, но и в русской художественной литературе.
На кладбище были изначально похоронены многие знатные персоны, выдающиеся представители литературы, искусства, науки и др., в том числе автор монастырского ансамбля Н. Е. Ефимов, Л. Н. Бенуа, поэты Н. А. Некрасов, Ф. И. Тютчев, А. Н. Майков, художники М. А. Врубель, А. Я. Головин, адмиралы Г. И. Невельской, Н. О. фон Эссен, В. П. Верховский, профессора Я. К. Грот и С. П. Боткин, Д. О. Отт, композитор Н. А. Римский-Корсаков, шахматист М. И. Чигорин, а также многие родовитые государственные деятели.
С 1849 по 1934 год на Новодевичьем кладбище было погребено около 26 тысяч человек.

### Храмы
- Церковь иконы Божией Матери «Всех Скорбящих Радости» (1855—1856 гг., архитектор Э. И. Жибер) — храм посвящён памяти командира Александрийского гусарского полка, полковника А. Н. Карамзина, сына писателя и историка Николая Карамзина[3].
- Церковь Илии Пророка (1883—1888, архитектор Л. Н. Бенуа) — усыпальница купца И. Ф. Громова, пятиглавая церковь, облицованная снаружи глазурованным кирпичом[4].

После Октябрьской революции, особенно в период уничтожения церковных и монастырских кладбищ в СССР в 1920—1930-е годы, многие могилы были уничтожены, некоторые захоронения и надгробия перемещены на другие некрополи. С 1934 года кладбище было закрыто, как и все кладбища города, оно пострадало не только от небрежения и отсутствия должного ухода, но и от вандализма в форме гробокопательства. Все находившиеся на кладбище церкви и часовни были снесены. В 1968—1969 годах при перепланировке кладбища было снесено около 400 надгробий.
В 1995 году Новодевичье кладбище было признано памятником федерального значения. В 2004 году имена более 13 тысяч захороненных были названы городским комитетом по использованию и охране памятников (КГИОП). На территории кладбища находится 93 объекта культурного наследия.

## План кладбища

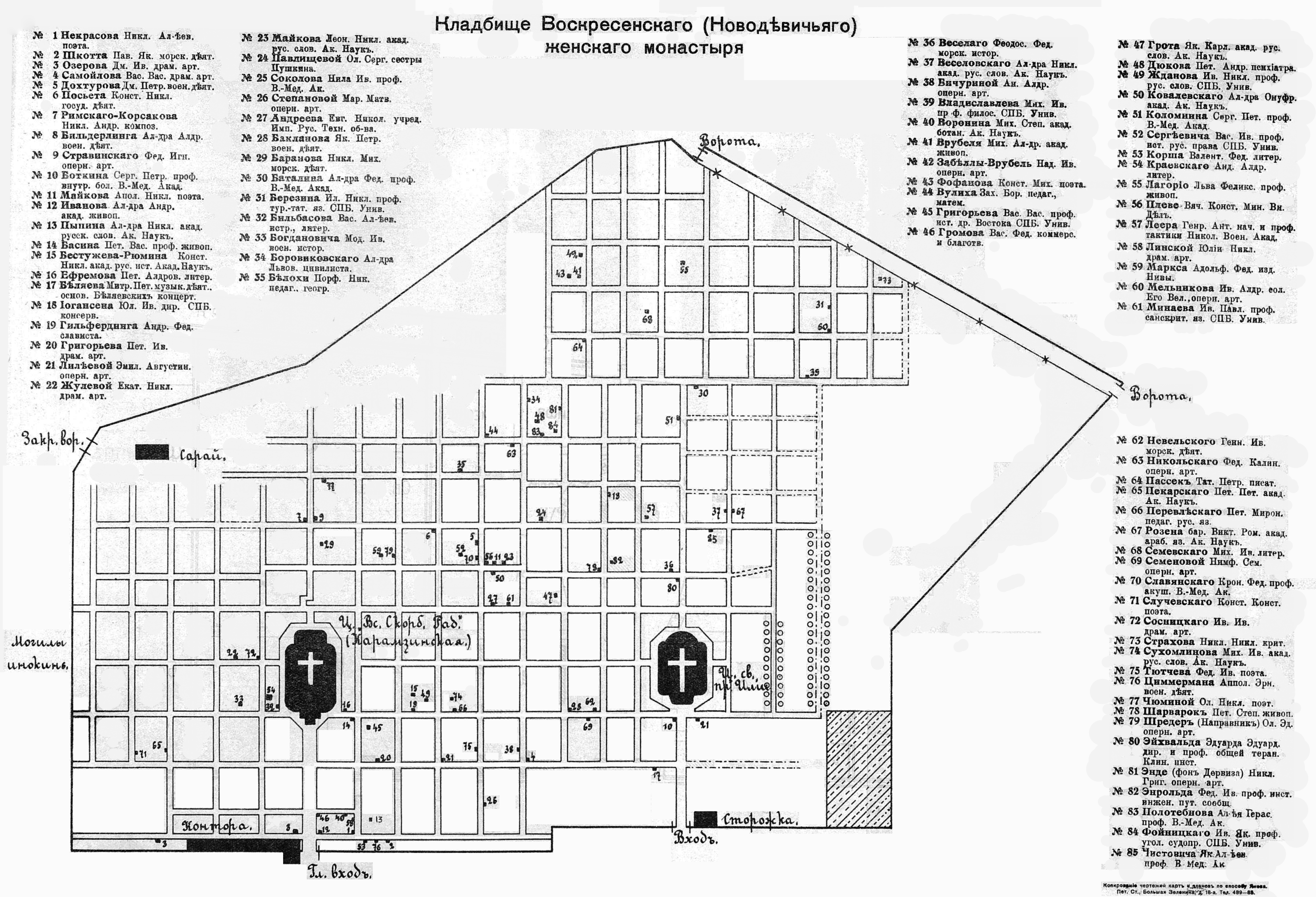
План 1914 года с расположением захоронений
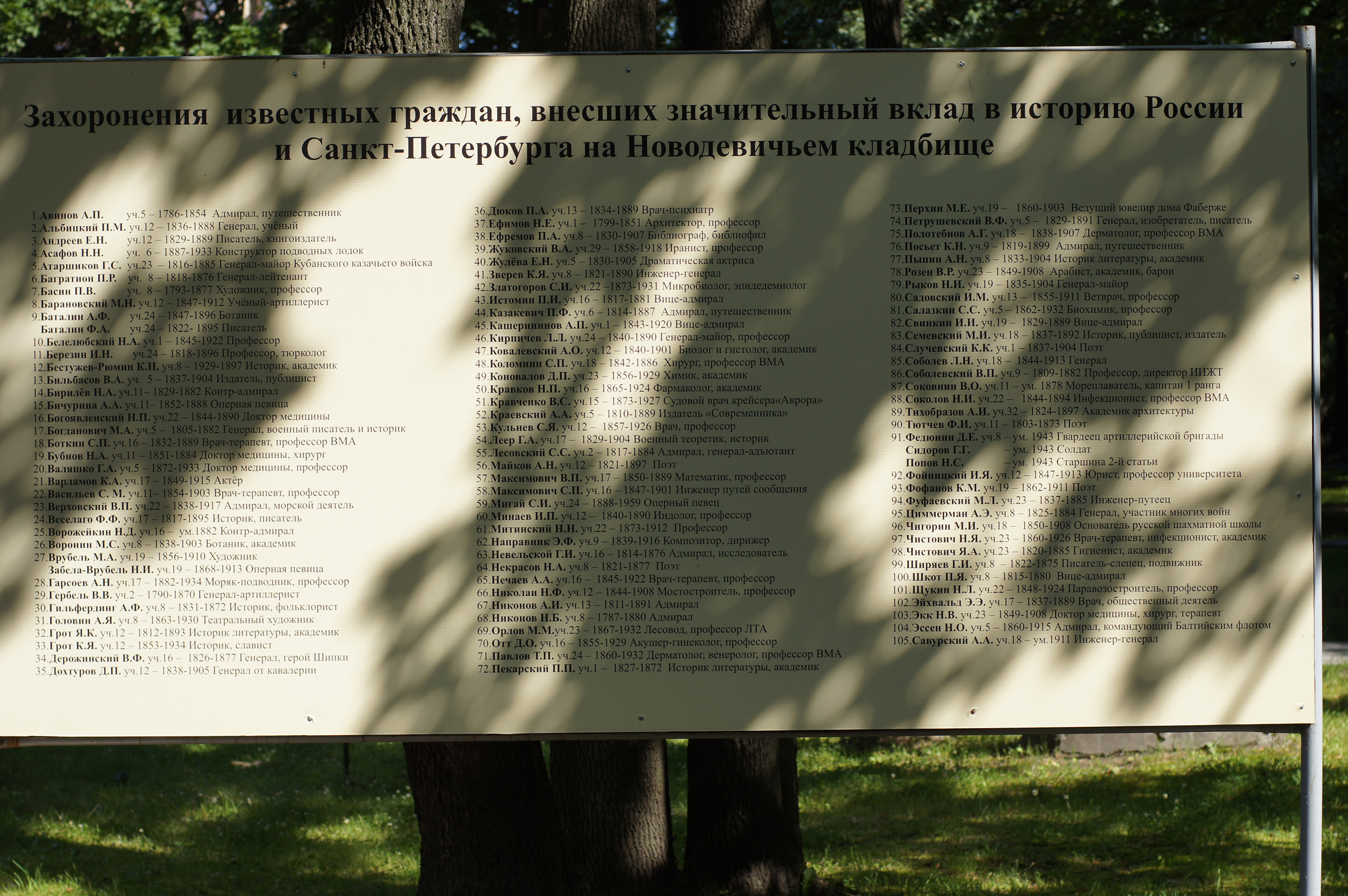
Список захоронений